# Léon Hennique

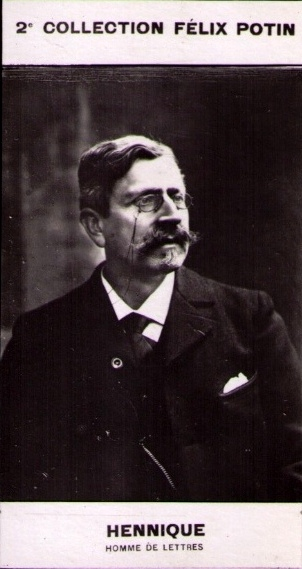
Léon Hennique (um 1909)

Léon Hennique (* 4. November 1851 in Basse-Terre; † 25. Dezember 1935 in Paris) war ein französischer Schriftsteller.

## Leben und Werk
Léon Hennique wuchs in Paris auf. Er gehörte zusammen mit Guy de Maupassant, Joris-Karl Huysmans, Henry Céard und Paul Alexis zur Schriftstellergruppe um Émile Zola, bis die Dreyfusaffäre ihn zu Zola in Gegensatz brachte. Er war Gründungsmitglied der Académie Goncourt (Sitz 6) und von 1907 bis 1912 ihr Präsident. Ab 1878 veröffentlichte er Romane, Erzählungen und Theaterstücke. Einzig die Erzählungen wurden in jüngster Zeit neu aufgelegt. In seinen Romanen wandelte er sich vom Naturalisten zum dekadenten Preziösen, doch überwiegt nach dem Urteil von Anne Pierrot das Makabre, Morbide und manchmal das Groteske. Sie sprach von der „ivresse de l’écriture triste“ (Rausch des traurigen Stils).

## Werke (Auswahl)

### Romane und Erzählungen
- La dévouée. Les héros modernes. G. Charpentier, Paris 1878.
- Élisabeth Couronneau. E. Dentu, Paris 1879.
- Les hauts faits de M. de Ponthau. Derveaux, Paris 1880.
- (mit anderen) Les soirées de Médan. G. Charpentier, Paris 1880.
- Deux nouvelles. Les funérailles de Francine Cloarec. Benjamin Rozes. H. Kistemaeckers, Brüssel 1881.
  - (deutsch) Unter heißer Sonne. Erzählungen. Hieronimi (Europäische Bücherei), Bonn 1947. (übersetzt von Wilhelm Maria Lüsberg)
- L’accident de Monsieur Hébert. Les héros modernes. Charpentier, Paris 1884.
- Poeuf. Tresse et Stock, Paris 1887. (nach Kindheitserinnerungen)
- Un caractère. Tresse et Stock, Paris 1889.
- Minnie Brandon. Eugène Fasquelle, Paris 1899.
- L’affaire du grand 7. Benjamin Rozes. Poeuf et autres nouvelles. Hrsg. René-Pierre Colin. Du Lérot, Tusson 2003.
- (mit Joris-Karl Huysmans) Pierrot sceptique. Hrsg. Pierre Jourde. La Chasse au snark, Jaignes 2004.

### Theater
- (mit Georges Godde) L’empereur Dassoucy. Comédie en trois actes. G. Charpentier, Paris 1880.
- La mort du duc d’Enghien en trois tableaux. Tresse et Stock, Paris 1886. (verfilmt 1909 von Albert Capellani)
- Esther Brandès. Pièce en 3 actes. Tresse et Stock, Paris 1887.
- Amour. Drame en 3 parties. Tresse et Stock, Paris 1890.
- L’argent d’autrui. Comédie en 5 actes. Tresse et Stock, Paris 1894.
- Deux patries. Drame en 5 tableaux, dont un prologue. G. Charpentier et E. Fasquelle, Paris 1895.